# Meidericher Spielverein Duisburg 1979-1980
Questa voce raccoglie le informazioni riguardanti il Meidericher Spielverein Duisburg nelle competizioni ufficiali della stagione 1979-1980.

## Stagione
Nella stagione 1979-1980 il Duisburg, allenato da Heinz Höher e Friedhelm Wenzlaff, concluse il campionato di Bundesliga al 14º posto. In Coppa di Germania il Duisburg fu eliminato al primo turno dal Kaiserslautern.

## Rosa
| N. |                     | Ruolo | Calciatore           |
| -- | ------------------- | ----- | -------------------- |
|    | Germania (bandiera) | P     | Gerhard Heinze       |
|    | Germania (bandiera) | P     | Wolfgang Schreiner   |
|    | Germania (bandiera) | D     | Franz-Wilhelm Brings |
|    | Germania (bandiera) | D     | Werner Buttgereit    |
|    | Germania (bandiera) | D     | Bernard Dietz        |
|    | Germania (bandiera) | D     | Norbert Dronia       |
|    | Germania (bandiera) | D     | Peter Fenten         |
|    | Germania (bandiera) | D     | Claus Gebauer        |
|    | Austria (bandiera)  | D     | Dieter Mirnegg       |
|    | Germania (bandiera) | D     | Frank Saborowski     |
|    | Germania (bandiera) | D     | Dietmar Schacht      |
|    | Germania (bandiera) | D     | Paul Steiner         |

| N. |                     | Ruolo | Calciatore             |
| -- | ------------------- | ----- | ---------------------- |
|    | Germania (bandiera) | C     | Herbert Büssers        |
|    | Germania (bandiera) | C     | Manfred Dubski         |
|    | Germania (bandiera) | C     | Norbert Fruck          |
|    | Austria (bandiera)  | C     | Kurt Jara              |
|    | Germania (bandiera) | C     | Edmund Kaczor          |
|    | Germania (bandiera) | C     | Thomas Kempe           |
|    | Germania (bandiera) | C     | Pascal Notthoff        |
|    | Germania (bandiera) | C     | Franz-Josef Steininger |
|    | Germania (bandiera) | A     | Gregor Grillemeier     |
|    | Germania (bandiera) | A     | Raimund Hiegemann      |
|    | Germania (bandiera) | A     | Rudolf Seliger         |
|    | Germania (bandiera) | A     | Timo Ulitzka           |

## Organigramma societario
Area tecnica
- Allenatore: Friedhelm Wenzlaff
- Allenatore in seconda:
- Preparatore dei portieri:
- Preparatori atletici:

## Calciomercato

### Sessione estiva
| Acquisti | Acquisti               | Acquisti            | Acquisti |
| R.       | Nome                   | da                  | Modalità |
| -------- | ---------------------- | ------------------- | -------- |
| D        | Franz-Wilhelm Brings   | Duisburg (juniores) |          |
| A        | Paul Dörflinger        | Friburgo            |          |
| D        | Claus Gebauer          | Duisburg (juniores) |          |
| C        | Thomas Kempe           | TV Voerde           |          |
| D        | Dieter Mirnegg         | VÖEST Linz          |          |
| D        | Paul Steiner           | Waldhof Mannheim    |          |
| C        | Franz-Josef Steininger | Hamborn 07          |          |

| Cessioni | Cessioni        | Cessioni               | Cessioni |
| R.       | Nome            | a                      | Modalità |
| -------- | --------------- | ---------------------- | -------- |
| A        | Paul Dörflinger | Hertha Berlino         |          |
| C        | Reiner Alhaus   | Kickers Stoccarda      |          |
| D        | Kees Bregman    | Roda JC                |          |
| D        | Michael Brocker | RW Oberhausen          |          |
| D        | Ditmar Jakobs   | Amburgo                |          |
| A        | Ronnie Worm     | Eintracht Braunschweig |          |

### Sessione invernale
| Acquisti | Acquisti      | Acquisti        | Acquisti |
| R.       | Nome          | da              | Modalità |
| -------- | ------------- | --------------- | -------- |
| C        | Edmund Kaczor | Preußen Münster |          |

| Cessioni | Cessioni | Cessioni | Cessioni |
| R.       | Nome     | a        | Modalità |
| -------- | -------- | -------- | -------- |

## Risultati

### Bundesliga

#### Girone di andata
| Arbitro: | Niemann |

|           |           |             |
| Kempe 50’ | Marcatori | 37’ Förster |

| Arbitro: | Dreher |

|                                      |           |  |
| Dietz 1’ (aut.) Handschuh 58’ (rig.) | Marcatori |  |

| Arbitro: | Waltert |

|                                                       |           |  |
| Dietz 23’ Fruck 28’ Seliger 34’ Kempe 78’ Büssers 80’ | Marcatori |  |

| Arbitro: | Engel |

|             |           |                    |
| Fischer 31’ | Marcatori | 8’ Kempe 75’ Fruck |

| Arbitro: | Messmer |

|                         |           |  |
| Kempe 7’, 47’ Fruck 77’ | Marcatori |  |

| Arbitro: | Heitmann |

|                                                        |           |  |
| Nickel 42’, 56’ (rig.), 65’ Nielsen 69’, 80’ Kulik 89’ | Marcatori |  |

| Arbitro: | Hontheim |

|         |           |                             |
| Jara 2’ | Marcatori | 76’ Rummenigge 89’ Breitner |

| Arbitro: | Horeis |

|  |           |           |
|  | Marcatori | 53’ Fruck |

| Arbitro: | Eschweiler |

|                          |           |  |
| Eggert 25’ Blau 41’, 65’ | Marcatori |  |

| Arbitro: | Aldinger |

|           |           |          |
| Dietz 41’ | Marcatori | 90’ Geye |

| Arbitro: | Brückner |

|                                                              |           |  |
| Cha 23’ Nickel 24’ Körbel 36’ Karger 51’ Hölzenbein 83’, 86’ | Marcatori |  |

| Arbitro: | Joos |

|  |           |                         |
|  | Marcatori | 34’ Okudera 88’ Willmer |

| Arbitro: | Ross |

|                      |           |          |
| Röber 71’ Wunder 74’ | Marcatori | 8’ Fruck |

| Arbitro: | Gabor |

|                    |           |                    |
| Kempe 2’ Dietz 18’ | Marcatori | 28’ Ehmke 34’ Held |

| Arbitro: | Linn |

|                        |           |             |
| Metzler 3’ Wohlers 62’ | Marcatori | 70’ Steiner |

| Arbitro: | Horstmann |

|                |           |  |
| Buttgereit 46’ | Marcatori |  |

| Arbitro: | Stäglich |

|            |           |  |
| Wenzel 71’ | Marcatori |  |

#### Girone di ritorno
| Arbitro: | Engel |

|                        |           |  |
| Müller 34’ Volkert 89’ | Marcatori |  |

| Duisburg 26 gennaio 1980, ore 15:30 CET 19ª giornata | Duisburg | 0 – 0 referto | Eintracht Braunschweig | Wedaustadion (10 000 spett.)\| Arbitro: \| Michel \| |
| Arbitro:                                             | Michel   |               |                        |                                                      |

| Arbitro: | Risse |

|                      |           |                         |
| Szech 25’ Demuth 73’ | Marcatori | 42’ Seliger 84’ Steiner |

| Arbitro: | Heitmann |

|             |           |                         |
| Seliger 14’ | Marcatori | 25’ Fischer 59’ Drexler |

| Arbitro: | Clajus |

|             |           |                             |
| Hartwig 35’ | Marcatori | 58’ Grillemeier 63’ Seliger |

| Arbitro: | Redelfs |

|                          |           |  |
| Dietz 7’ Dubski 17’, 63’ | Marcatori |  |

| Arbitro: | Niemann |

|                                |           |             |
| Hoeneß 22’ Rummenigge 67’, 78’ | Marcatori | 53’ Seliger |

| Arbitro: | Walz |

|                        |           |                        |
| Seliger 47’ Dubski 49’ | Marcatori | 58’ Agerbeck 84’ Brück |

| Arbitro: | Assenmacher |

|  |           |            |
|  | Marcatori | 23’ Kaczor |

| Arbitro: | Schmoock |

|                                     |           |                           |
| Meier 8’, 31’ Wendt 73’ Pirrung 74’ | Marcatori | 44’ Fruck 78’ Grillemeier |

| Arbitro: | Horeis |

|             |           |  |
| Steiner 44’ | Marcatori |  |

| Arbitro: | Uhlig |

|                             |           |                    |
| Littbarski 25’ Woodcock 44’ | Marcatori | 40’, 55’, 85’ Jara |

| Arbitro: | Linn |

|                                                     |           |              |
| Grillemeier 12’ Seliger 30’ Büssers 44’ Steiner 61’ | Marcatori | 77’ Reinders |

| Arbitro: | Eschweiler |

|             |           |             |
| Raschid 37’ | Marcatori | 41’ Mirnegg |

| Arbitro: | Luca |

|                 |           |  |
| Grillemeier 40’ | Marcatori |  |

| Arbitro: | Roth |

|                          |           |             |
| Burgsmüller 7’, 34’, 52’ | Marcatori | 29’ Seliger |

| Arbitro: | Horeis |

|  |           |                       |
|  | Marcatori | 57’ Zewe 83’ Bansemer |

### Coppa di Germania
| Arbitro: | Walz |

|                                 |           |  |
| Neues 20’ (rig.) Toppmöller 78’ | Marcatori |  |

## Statistiche

### Statistiche di squadra
| Competizione      | Punti | In casa | In casa | In casa | In casa | In casa | In casa | In trasferta | In trasferta | In trasferta | In trasferta | In trasferta | In trasferta | Totale | Totale | Totale | Totale | Totale | Totale | DR  |
| Competizione      | Punti | G       | V       | N       | P       | Gf      | Gs      | G            | V            | N            | P            | Gf           | Gs           | G      | V      | N      | P      | Gf     | Gs     | DR  |
| ----------------- | ----- | ------- | ------- | ------- | ------- | ------- | ------- | ------------ | ------------ | ------------ | ------------ | ------------ | ------------ | ------ | ------ | ------ | ------ | ------ | ------ | --- |
| Bundesliga        | 29    | 17      | 7       | 5       | 5       | 26      | 16      | 17           | 4            | 2            | 11           | 17           | 41           | 34     | 11     | 7      | 16     | 43     | 57     | -14 |
| Coppa di Germania | -     | 0       | 0       | 0       | 0       | 0       | 0       | 1            | 0            | 0            | 1            | 0            | 2            | 1      | 0      | 0      | 1      | 0      | 2      | -2  |
| Totale            | 29    | 17      | 7       | 5       | 5       | 26      | 16      | 18           | 4            | 2            | 12           | 17           | 43           | 35     | 11     | 7      | 17     | 43     | 59     | -16 |

### Andamento in campionato
| Giornata  | 1 | 2  | 3 | 4 | 5 | 6 | 7 | 8 | 9  | 10 | 11 | 12 | 13 | 14 | 15 | 16 | 17 | 18 | 19 | 20 | 21 | 22 | 23 | 24 | 25 | 26 | 27 | 28 | 29 | 30 | 31 | 32 | 33 | 34 |
| --------- | - | -- | - | - | - | - | - | - | -- | -- | -- | -- | -- | -- | -- | -- | -- | -- | -- | -- | -- | -- | -- | -- | -- | -- | -- | -- | -- | -- | -- | -- | -- | -- |
| Luogo     | C | T  | C | T | C | T | C | T | T  | C  | T  | C  | T  | C  | T  | C  | T  | T  | C  | T  | C  | T  | C  | T  | C  | C  | T  | C  | T  | C  | T  | C  | T  | C  |
| Risultato | N | P  | V | V | V | P | P | V | P  | N  | P  | P  | P  | N  | P  | V  | P  | P  | N  | N  | P  | V  | V  | P  | N  | P  | P  | V  | V  | V  | N  | V  | P  | P  |
| Posizione | 7 | 15 | 9 | 4 | 4 | 7 | 9 | 7 | 10 | 11 | 14 | 14 | 15 | 14 | 16 | 13 | 16 | 17 | 17 | 15 | 16 | 15 | 15 | 15 | 16 | 16 | 16 | 16 | 16 | 14 | 13 | 12 | 14 | 14 |

Legenda:

Luogo: C = Casa; T = Trasferta. Risultato: V = Vittoria; N = Pareggio; P = Sconfitta.

### Statistiche dei giocatori
| Giocatore      | Bundesliga | Bundesliga | Bundesliga  | Bundesliga | Coppa di Germania | Coppa di Germania | Coppa di Germania | Coppa di Germania | Totale   | Totale | Totale      | Totale     |
| Giocatore      | Presenze   | Reti       | Ammonizioni | Espulsioni | Presenze          | Reti              | Ammonizioni       | Espulsioni        | Presenze | Reti   | Ammonizioni | Espulsioni |
| -------------- | ---------- | ---------- | ----------- | ---------- | ----------------- | ----------------- | ----------------- | ----------------- | -------- | ------ | ----------- | ---------- |
| F. Brings      | 1          | 0          | 0           | 0          | 0                 | 0                 | 0                 | 0                 | 1        | 0      | 0           | 0          |
| W. Buttgereit  | 6          | 1          | 0           | 0          | 0                 | 0                 | 0                 | 0                 | 6        | 1      | 0           | 0          |
| H. Büssers     | 32         | 2          | 1           | 0          | 0                 | 0                 | 0                 | 0                 | 32       | 2      | 1           | 0          |
| B. Dietz       | 33         | 4          | 0           | 0          | 1                 | 0                 | 0                 | 0                 | 34       | 4      | 0           | 0          |
| N. Dronia      | 25         | 0          | 1           | 0          | 1                 | 0                 | 0                 | 0                 | 26       | 0      | 1           | 0          |
| M. Dubski      | 34         | 3          | 0           | 0          | 1                 | 0                 | 0                 | 0                 | 35       | 3      | 0           | 0          |
| P. Dörflinger  | 4          | 0          | 0           | 0          | 0                 | 0                 | 0                 | 0                 | 4        | 0      | 0           | 0          |
| P. Fenten      | 21         | 0          | 2           | 0          | 1                 | 0                 | 0                 | 0                 | 22       | 0      | 2           | 0          |
| N. Fruck       | 31         | 6          | 1           | 0          | 1                 | 0                 | 0                 | 0                 | 32       | 6      | 1           | 0          |
| C. Gebauer     | 0          | 0          | 0           | 0          | 0                 | 0                 | 0                 | 0                 | 0        | 0      | 0           | 0          |
| G. Grillemeier | 21         | 4          | 1           | 0          | 0                 | 0                 | 0                 | 0                 | 21       | 4      | 1           | 0          |
| G. Heinze      | 33         | 0          | 0           | 0          | 1                 | 0                 | 0                 | 0                 | 34       | 0      | 0           | 0          |
| R. Hiegemann   | 13         | 0          | 0           | 0          | 0                 | 0                 | 0                 | 0                 | 13       | 0      | 0           | 0          |
| K. Jara        | 31         | 4          | 5           | 0          | 1                 | 0                 | 0                 | 0                 | 32       | 4      | 5           | 0          |
| E. Kaczor      | 5          | 0          | 0           | 0          | 0                 | 0                 | 0                 | 0                 | 5        | 0      | 0           | 0          |
| T. Kempe       | 31         | 6          | 1           | 0          | 1                 | 0                 | 0                 | 0                 | 32       | 6      | 1           | 0          |
| H. Mirnegg     | 24         | 1          | 3           | 0          | 1                 | 0                 | 1                 | 0                 | 25       | 1      | 4           | 0          |
| P. Notthoff    | 0          | 0          | 0           | 0          | 0                 | 0                 | 0                 | 0                 | 0        | 0      | 0           | 0          |
| F. Saborowski  | 21         | 0          | 4           | 0          | 1                 | 0                 | 0                 | 0                 | 22       | 0      | 4           | 0          |
| D. Schacht     | 0          | 0          | 0           | 0          | 0                 | 0                 | 0                 | 0                 | 0        | 0      | 0           | 0          |
| W. Schreiner   | 2          | 0          | 0           | 0          | 0                 | 0                 | 0                 | 0                 | 2        | 0      | 0           | 0          |
| R. Seliger     | 18         | 8          | 1           | 0          | 1                 | 0                 | 1                 | 0                 | 19       | 8      | 2           | 0          |
| P. Steiner     | 33         | 4          | 3           | 0          | 1                 | 0                 | 0                 | 0                 | 34       | 4      | 3           | 0          |
| F. Steininger  | 0          | 0          | 0           | 0          | 0                 | 0                 | 0                 | 0                 | 0        | 0      | 0           | 0          |
| T. Ulitzka     | 1          | 0          | 0           | 0          | 0                 | 0                 | 0                 | 0                 | 1        | 0      | 0           | 0          |